# Đậu Cranberry
Đậu Cranberry, hay đậu Borlotti, là một giống cây trồng thuộc loài Phaseolus vulgaris nằm trong họ Đậu.

## Tên gọi
Đậu Cranberry còn có tên là đậu Roman, đậu romano, đậu saluggia, đậu rosecoco, Tên saluggia được đặt sau khi thị trấn Saluggia ở phía bắc nước Ý bắt đầu trồng đậu Cranberry vào những năm đầu thế kỷ 20.

## Phân bố
Đậu Cranberry được trồng đầu tiên ở Colombia với tên cargamanto

## Đặc điểm
Giống cây trồng mới của đậu Cranberry, 'Crimson', có màu lốm đốm nâu nhạt sáng với màu nâu sẫm hạt dẻ (maroon) và có khả năng chống lại virus cây trồng cũng như có năng suất cao (high yield).
Đậu Cranberry nhìn thoáng qua bề ngoài trông giống đậu Pinto, nhưng nhìn kỹ sẽ thấy lớn hơn đậu Pinto và có những đốm màu to hơn trên nền trắng kem.

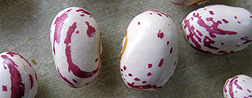
'Crimson' là loại đậu cranberry khô mới.